# Changan Automobile

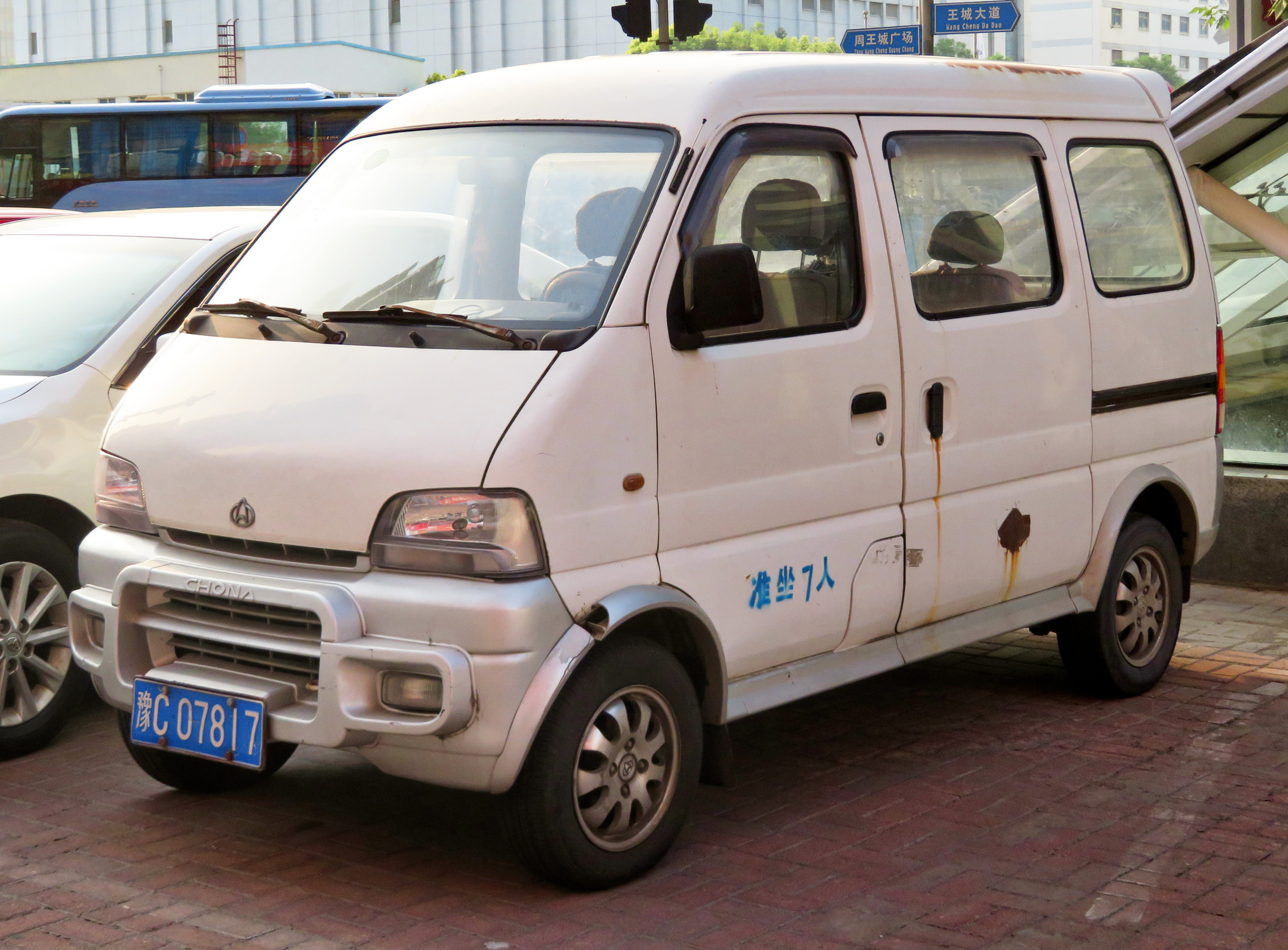
Changan Star (1999)

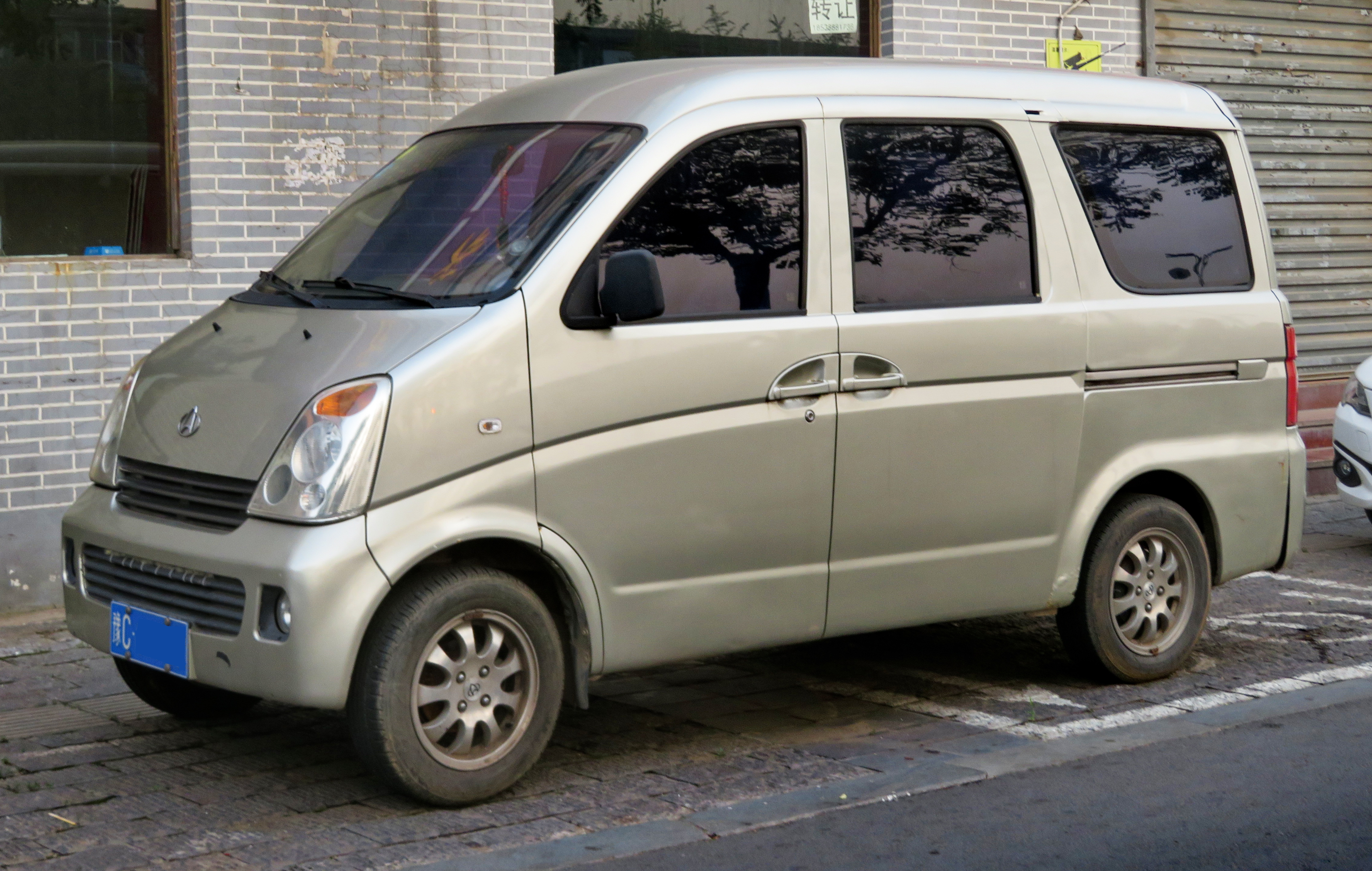
Changan CM7 (2005)

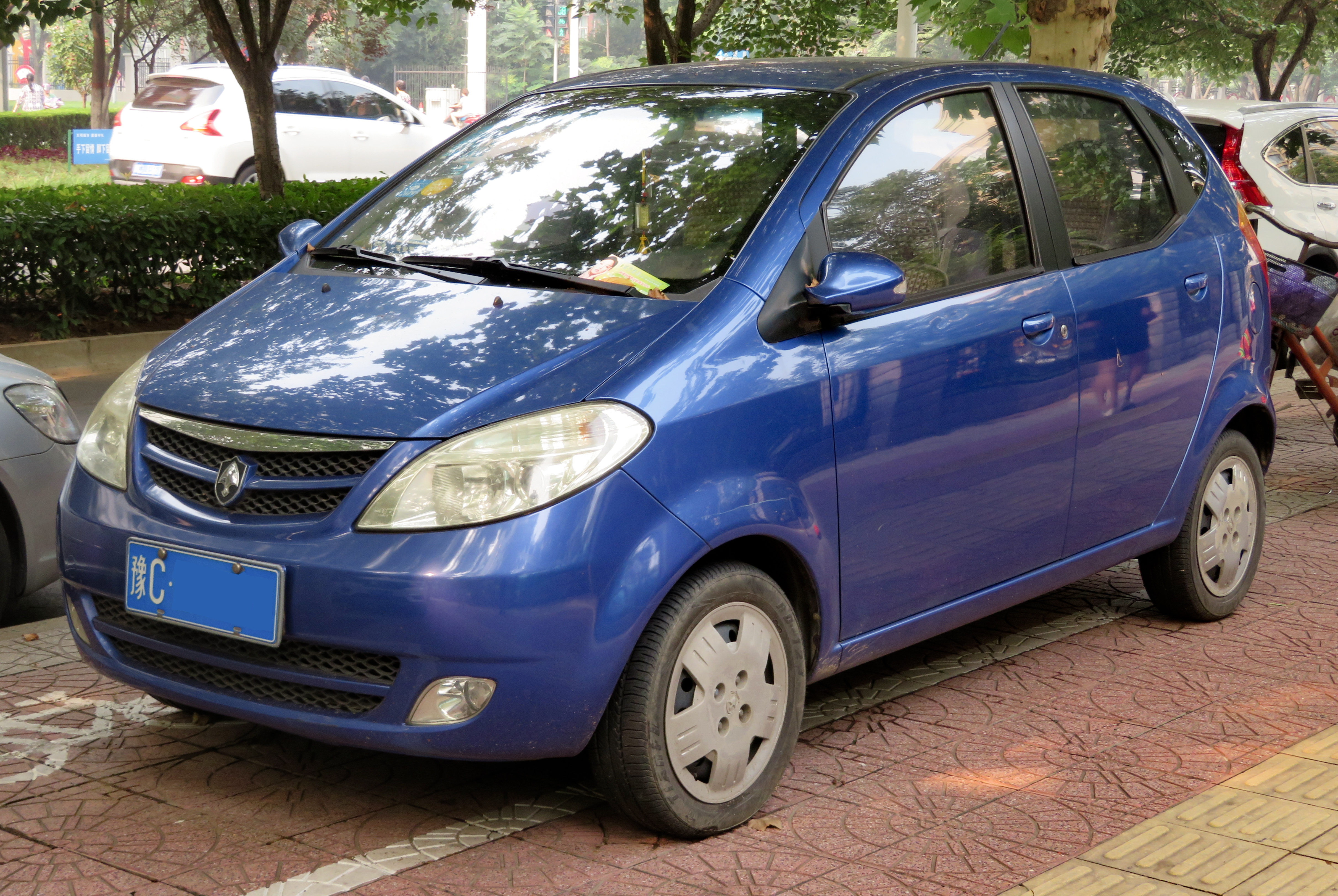
Changan BenBen (2006)

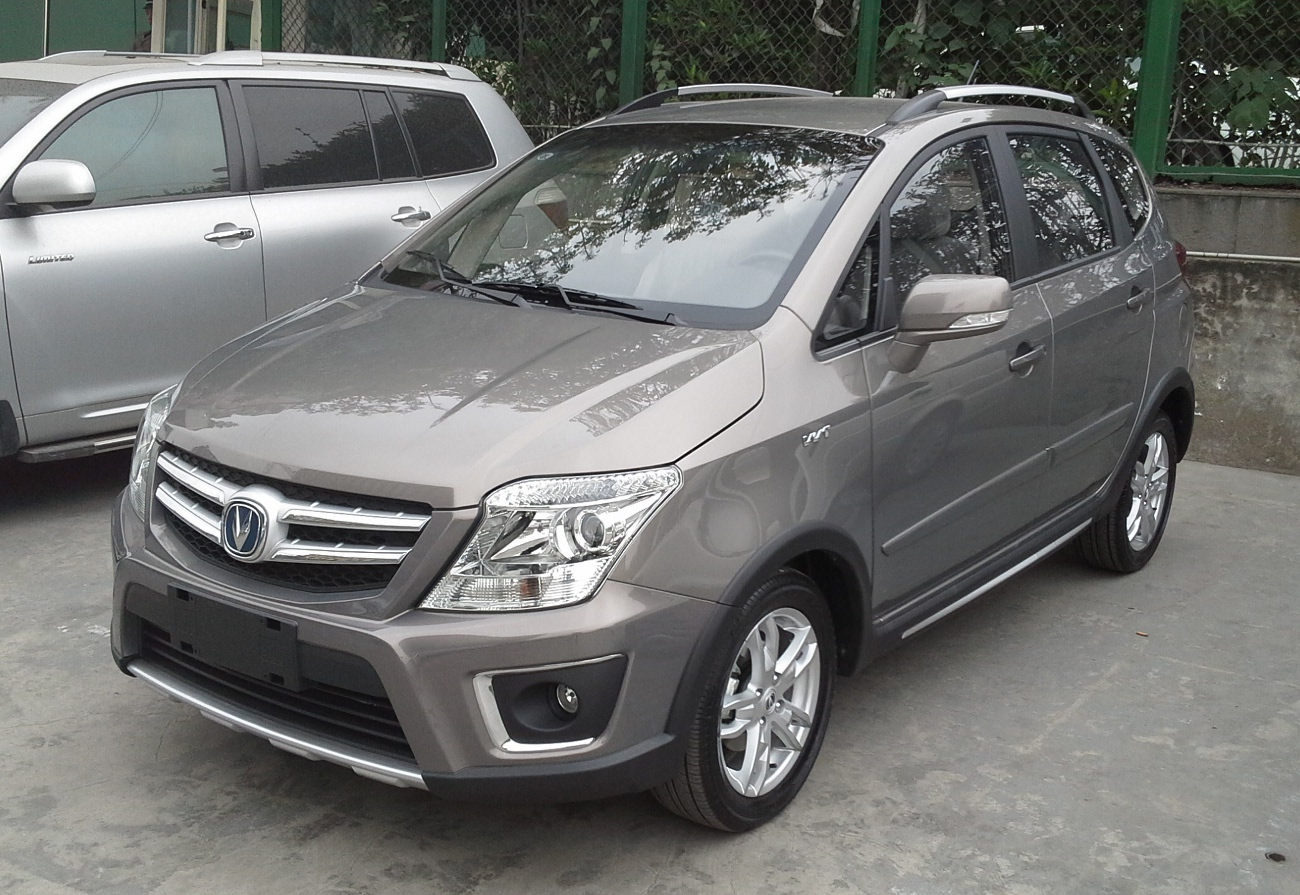
Changan CX20 (2010)

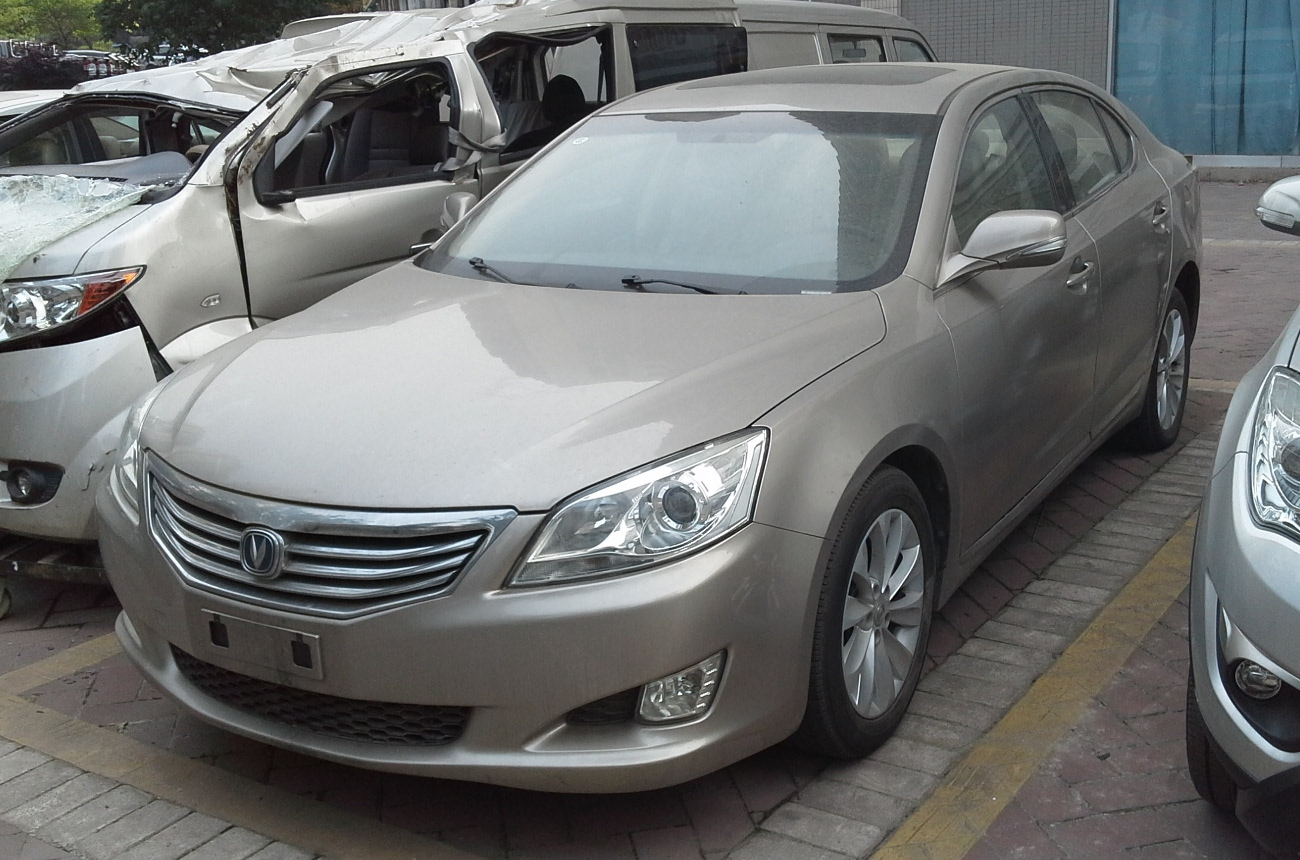
Changan Raeton (2012)

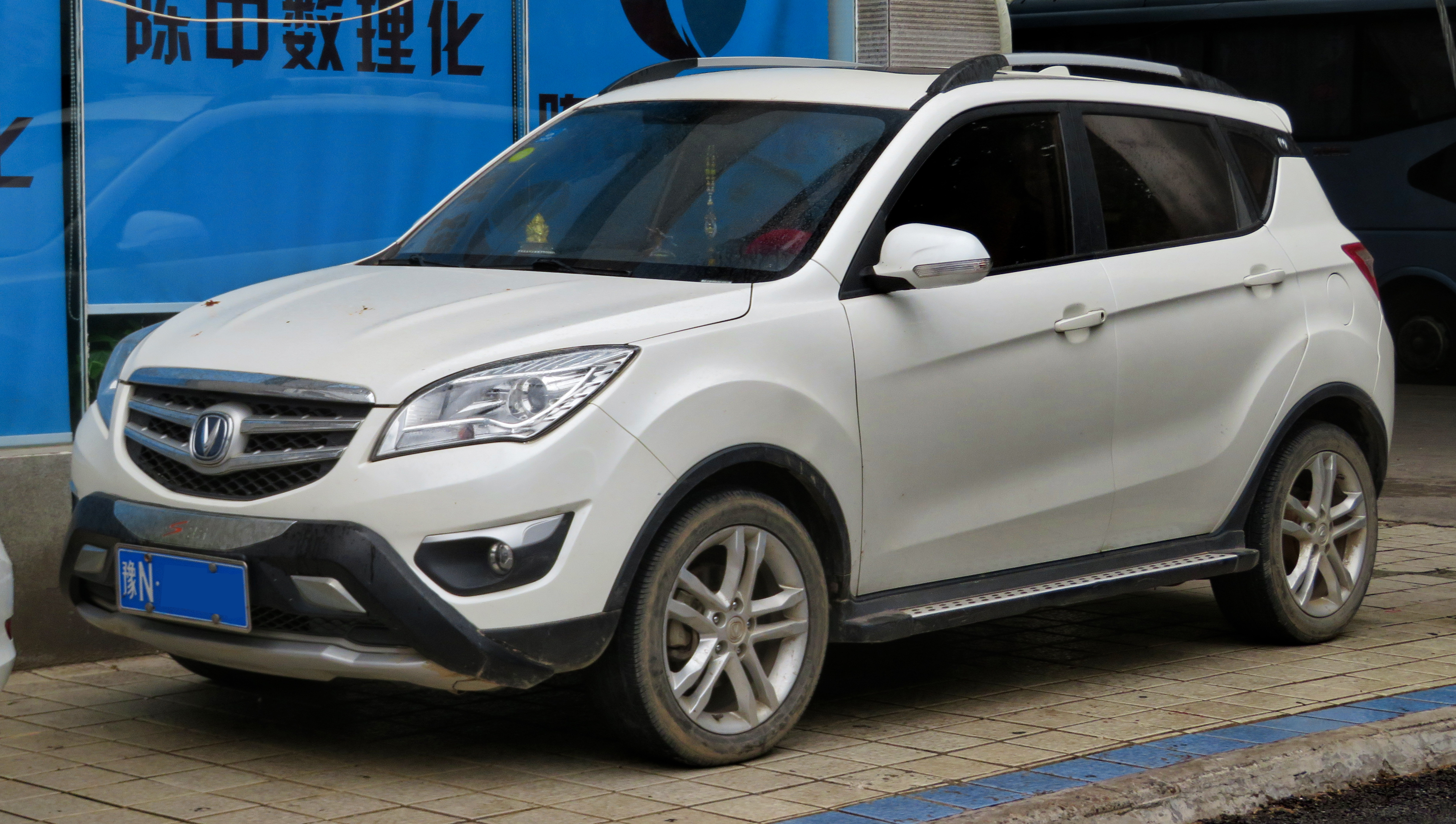
Changan CS35 (2012)

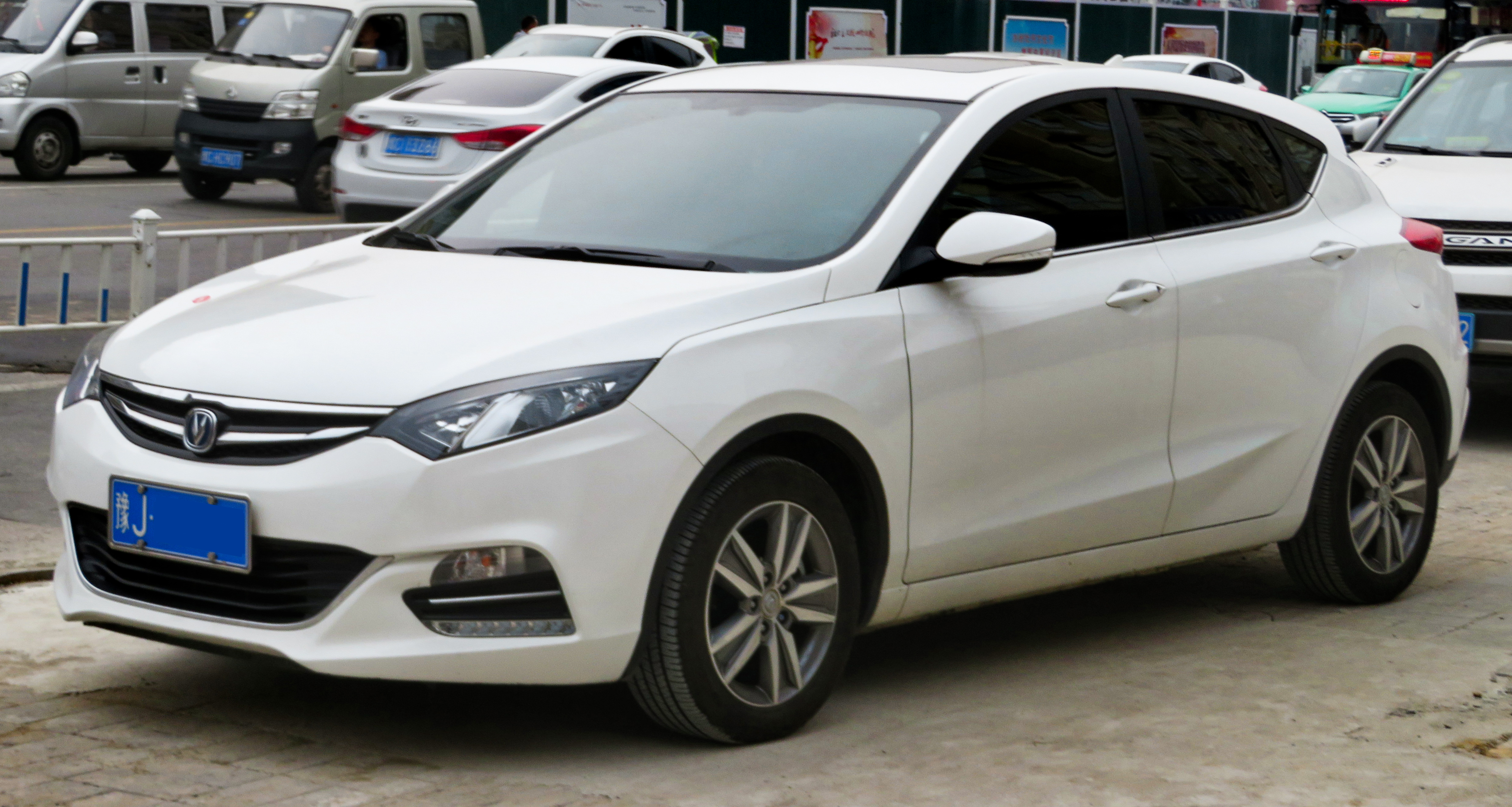
Changan Eado XT (2013)

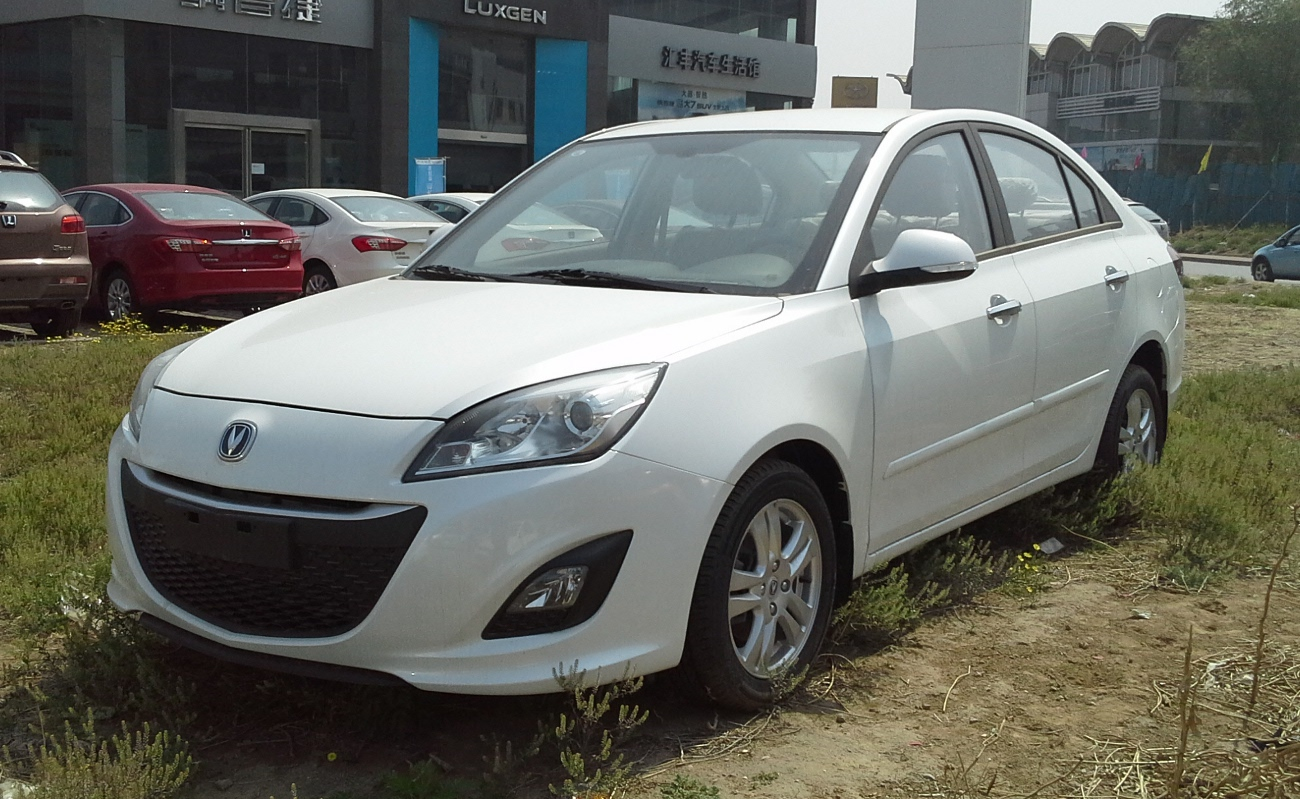
Changan Alsvin V5 (2014)

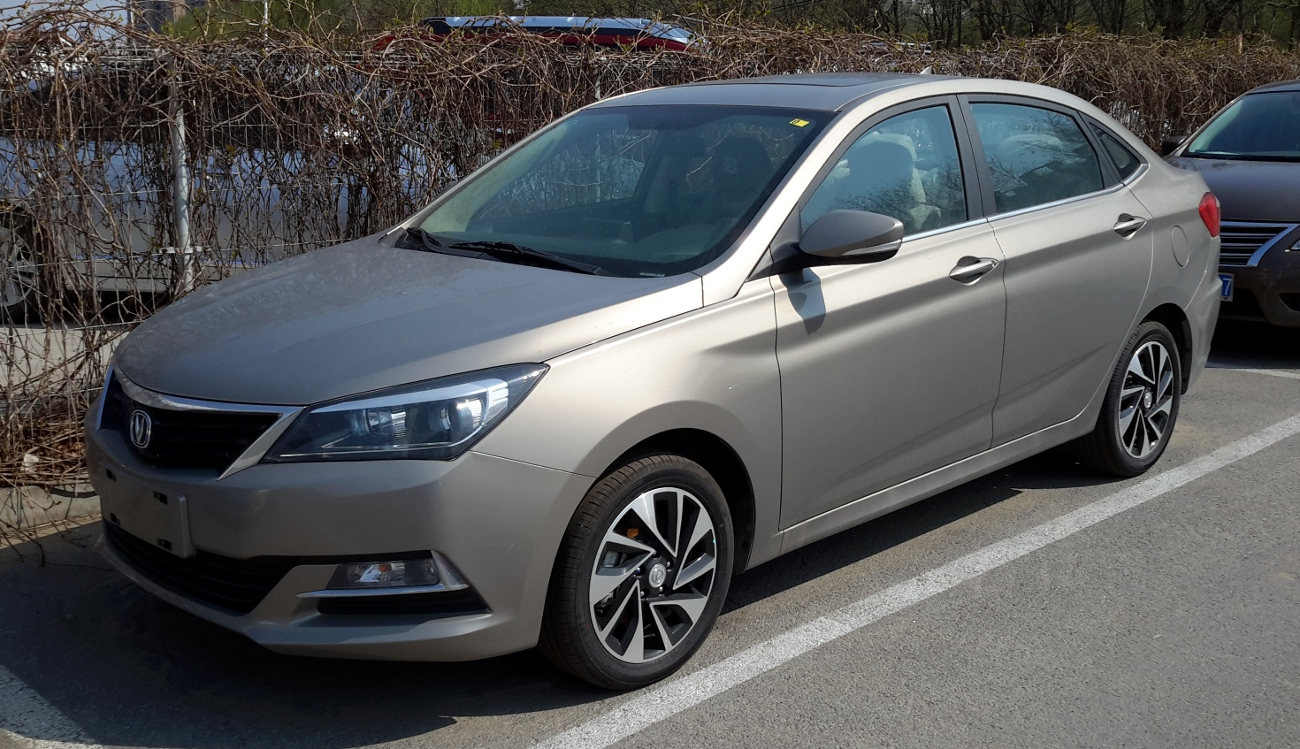
Changan Alsvin V7 (2014)

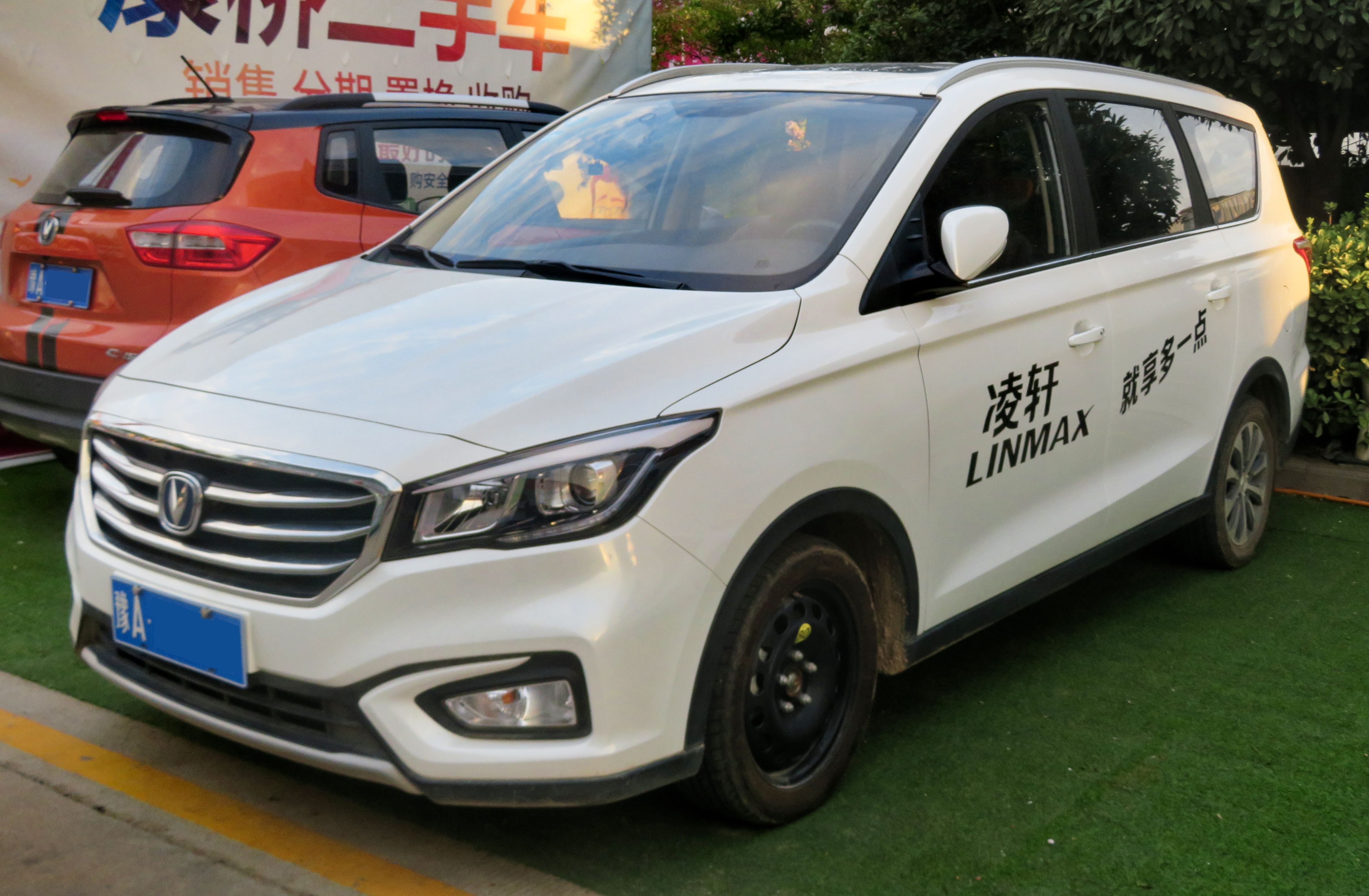
Changan Linmax (2017)

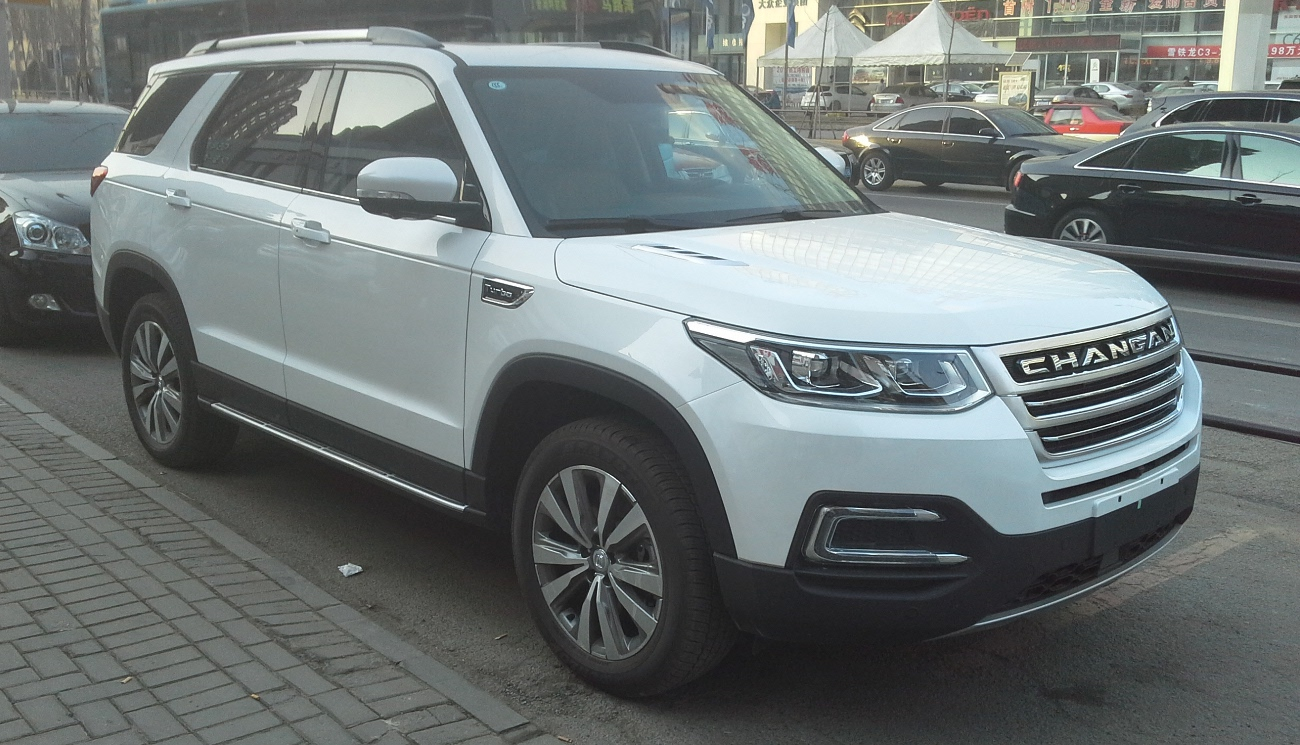
Changan CS95 (2017)

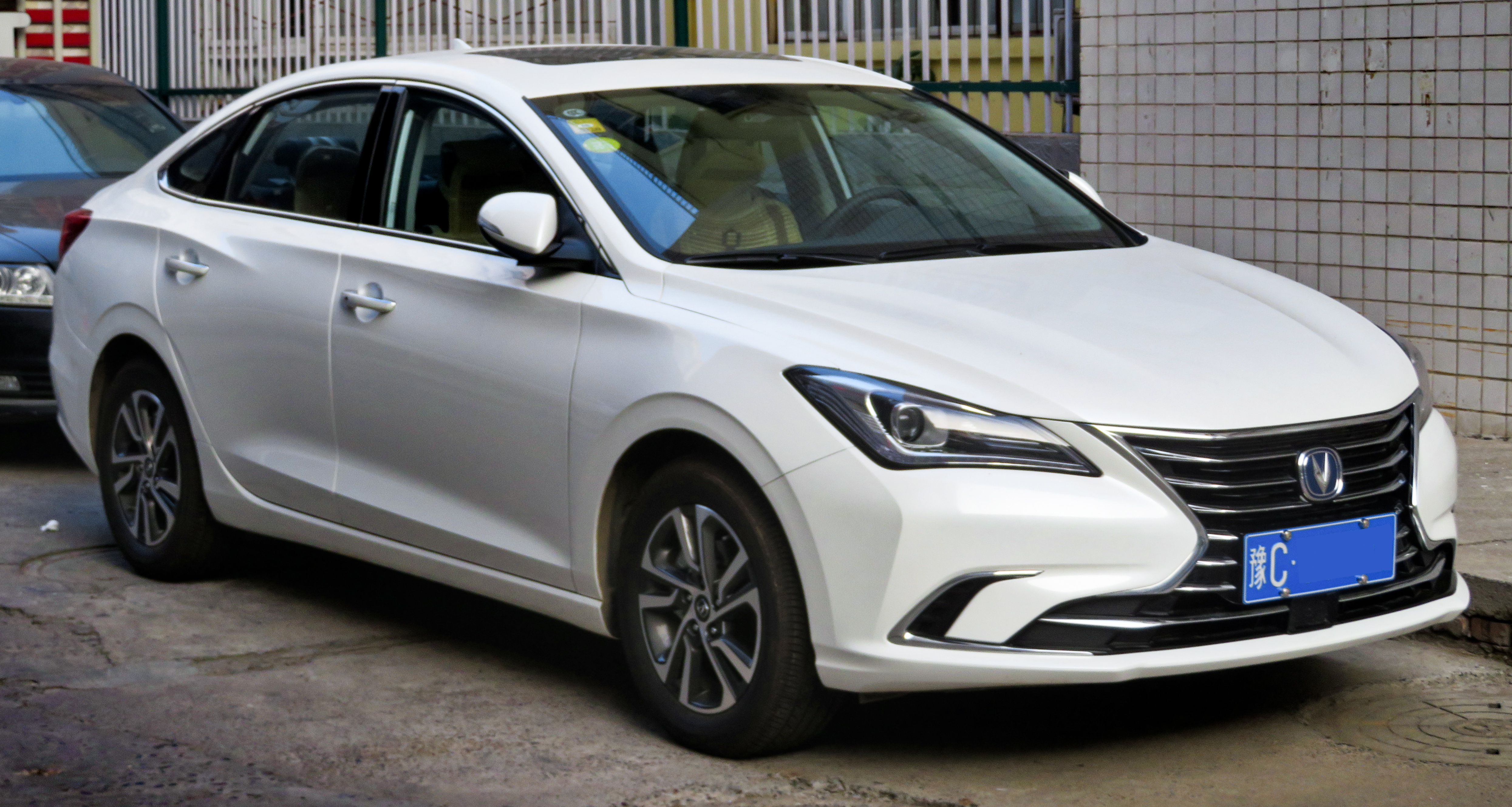
Changan Eado (2018)

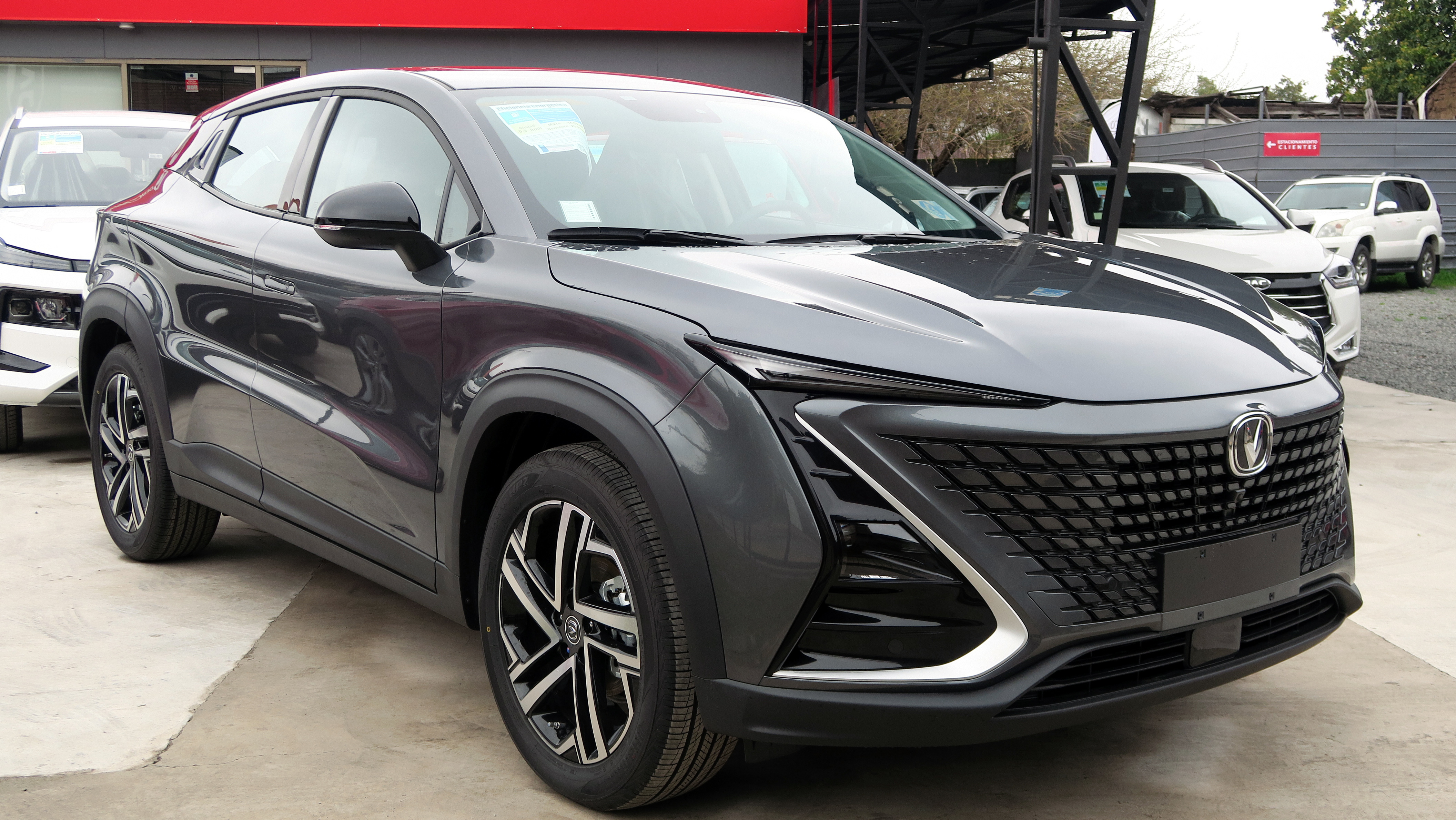
Changan UNI-T (2020)

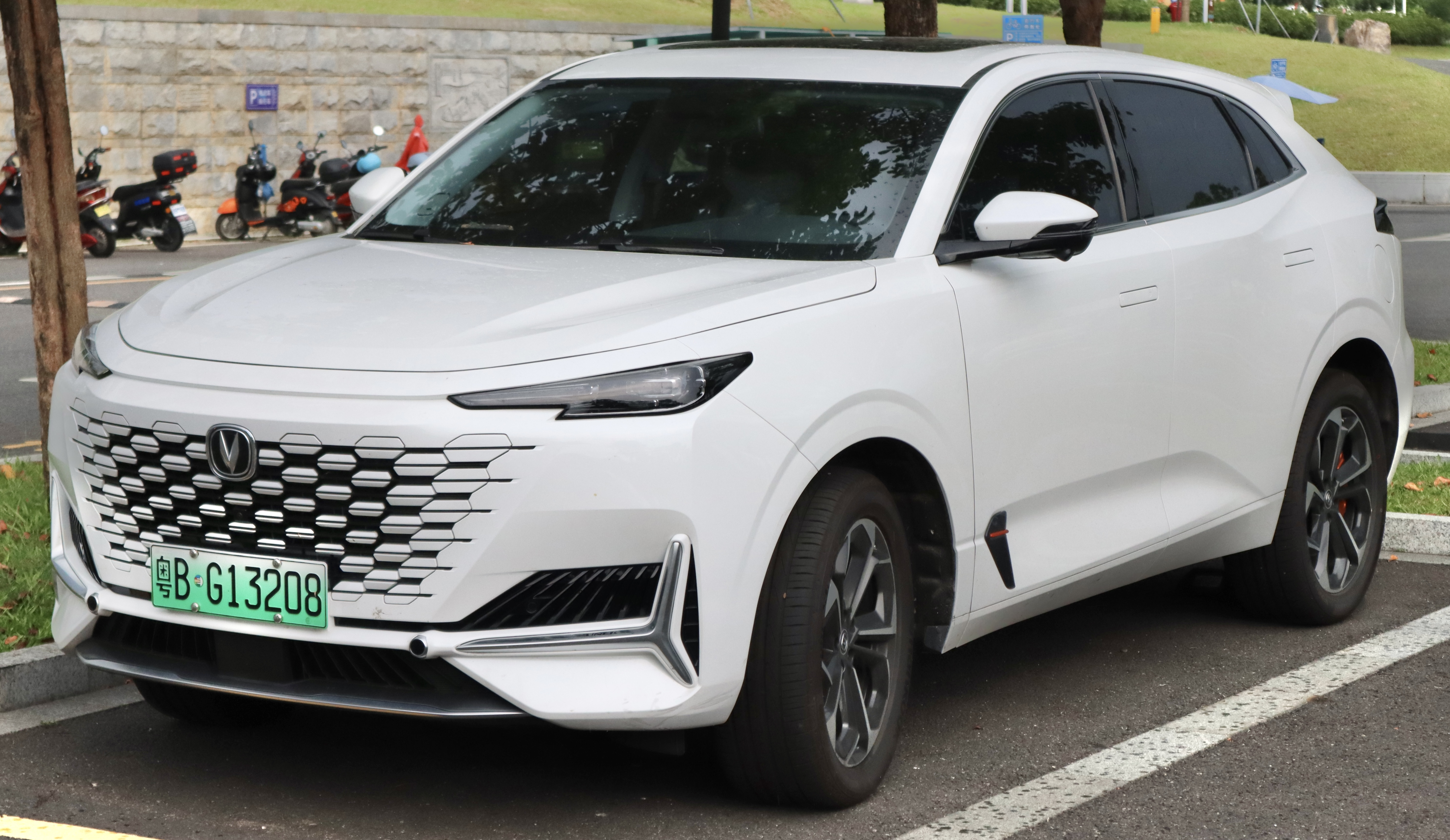
Changan UNI-K (2020)

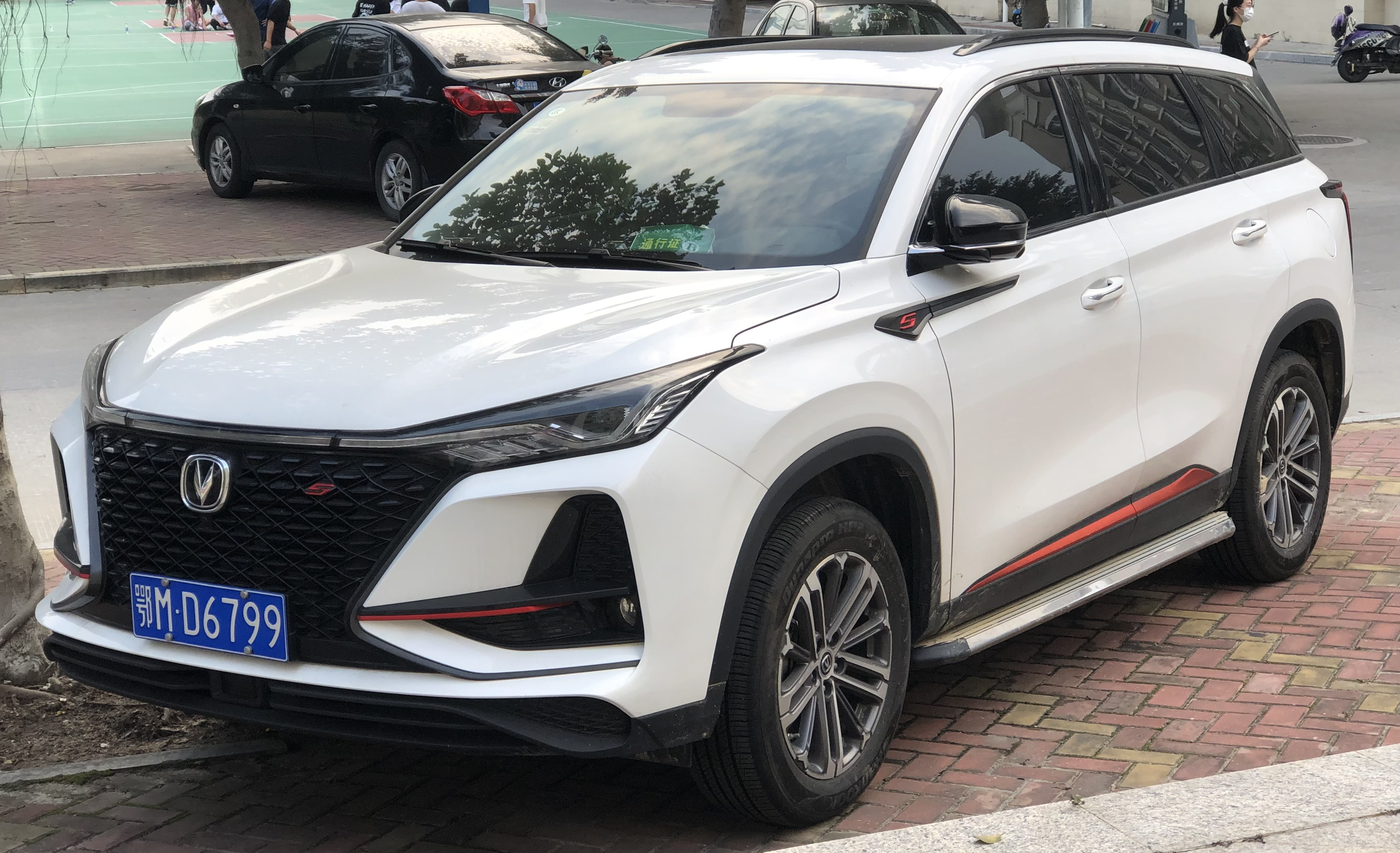
Changan CS75 Plus (2022)

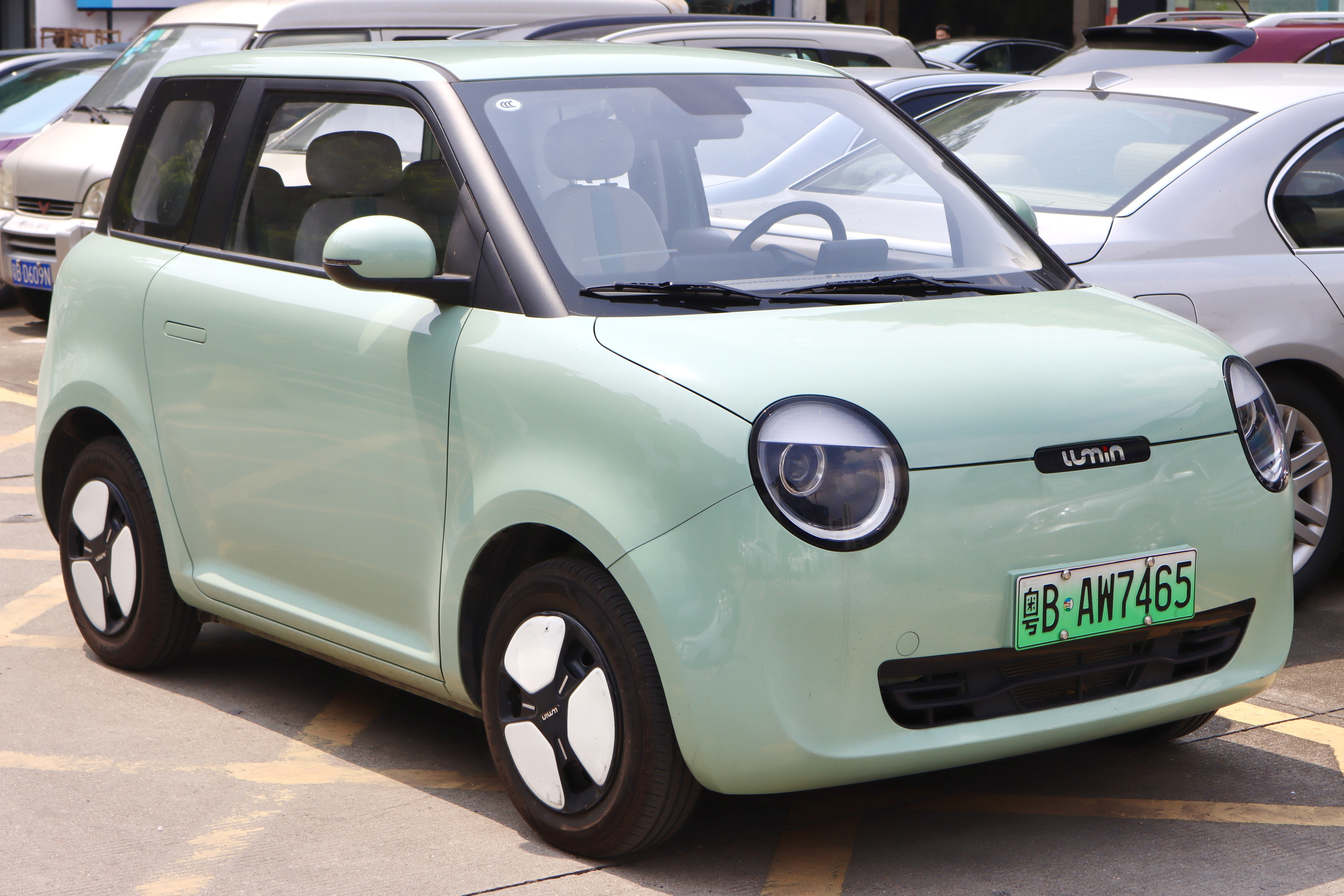
Changan Lumin (2022)

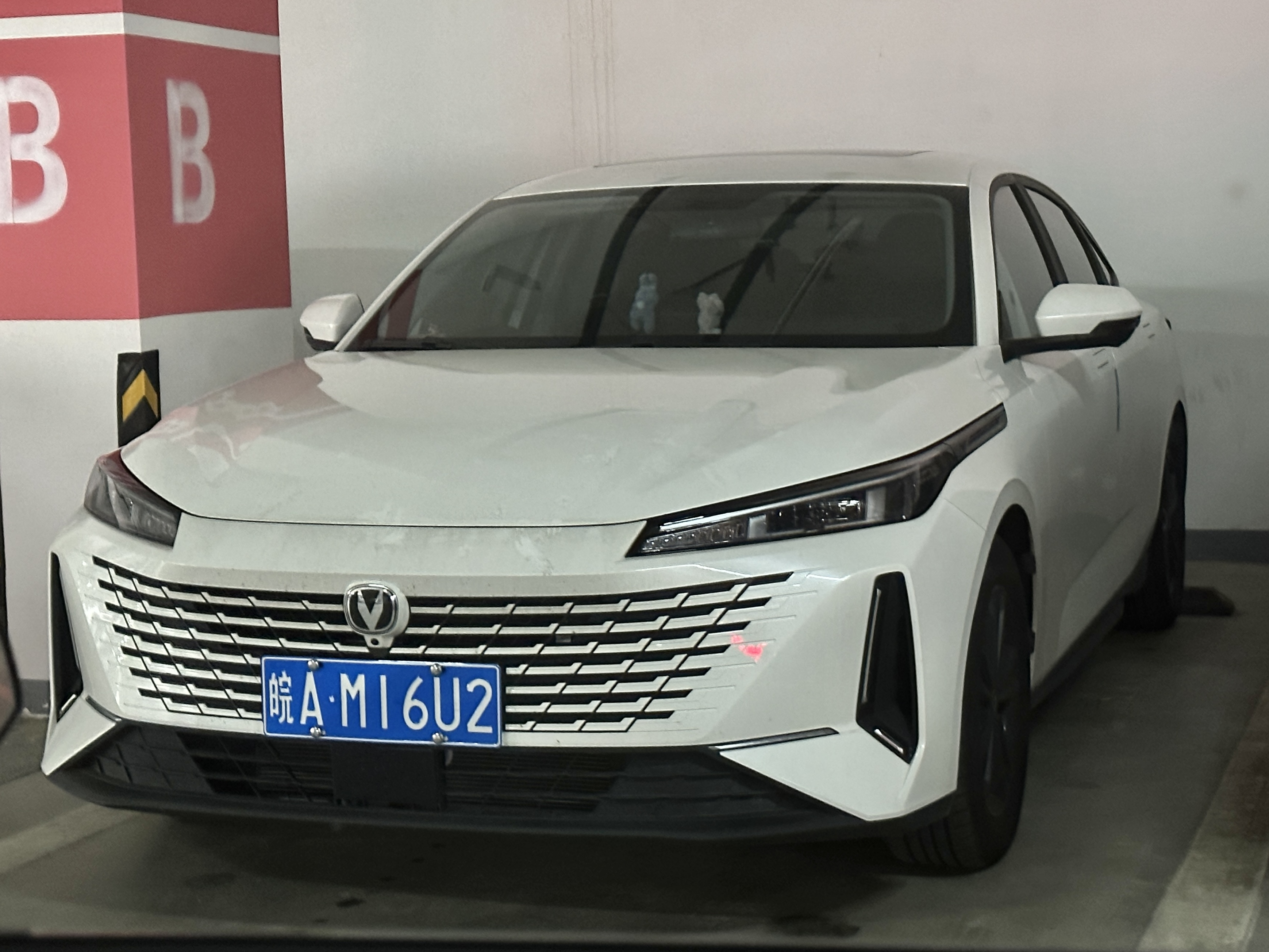
Changan Yida (2023)

Changan Automobile (chiń. upr. 长安汽车) – chiński państwowy koncern motoryzacyjny, z siedzibą w Chongqing, działający od 1862 roku. Należy do chińskiego holdingu China South Industries Group.

## Struktura koncernu

### Marki

#### Obecne
- Changan – chiński producent samochodów osobowych działający od 1979 roku,
- Kuayue – chiński producent samochodów użytkowych działający od 1999 roku,
- Avatr – chiński producent samochodów osobowych, działający od 2020 roku,
- Deepal – chiński producent samochodów osobowych działający od 2022 roku,
- Kaicheng – chiński producent samochodów użytkowych działający od 2020 roku,
- Nevo – chiński producent samochodów osobowych działający od 2023 roku.

#### Wycofane
- Changhe – dawny chiński producent samochodów osobowych, istniejący w latach 1970–2022, należący do Changana w latach 2009–2013,
- Hafei – dawny chiński producent samochodów osobowych, istniejący w latach 2009–2015,
- Chana – dawny chiński producent samochodów użytkowych, istniejący w latach 2010–2020,
- Oshan – dawny chiński producent samochodów osobowych, istniejący w latach 2018–2024.

### Spółki joint-venture

#### Obecne
- Changan Kuayue – chińskie joint-venture pomiędzy Changanem i Kuyayue Group, działające od 1999 roku,
- Changan Ford – chińsko-amerykańskie joint-venture oferujące samochody Ford, działające od 2001 roku,
- Changan Mazda – chińsko-japońskie joint-venture oferujące samochody Mazda, działające od 2012 roku,
- Avatr Technology – chińskie joint-venture pomiędzy Changanem, Huawei i CATL, działające od 2018 roku,
- Newcool – chińskie joint-venture pomiędzy Changanem i Huawei, działające od 2024 roku,

#### Dawne
- Changan Ford Mazda – chińsko-amerykańsko-japońskie joint-venture oferujące samochody Ford i Mazda, działające w latach 2001–2012,
- Changan Suzuki – chińsko-japońskie joint-venture oferujące samochody Suzuki, działające w latach 1993–2018,
- Changan PSA – chińsko-francuskie joint-venture oferujące samochody DS, działające w latach 2010–2020,
- Landwind – chińskie joint-venture pomiędzy Changanem i JMCG, działające w latach 2004–2022.

## Historia

### Początki
W 1862 roku w Szanghaju z inicjatywy Li Hongzhanga powstało Shanghai Foreign Gun Bureau zajmujące się importem uzbrojenia z zagranicznych rynków, które w latach 70. XIX wieku przeniosło swoją siedzibę do Suzhou, a następnie - do Nankinu. Tam zmieniono nazwę na Jialing Machinery Manufacturing Bureau, gdzie podczas toczących się w latach 1884–1885 wojny chińsko-francuskiej i pierwszej wojny chińsko-francuskiej zakład wyspecjalizował się w produkcji sprzętu wojskowy dla chińskiej armii. Pół wieku później, w wyniku drugiej wojny chińsko-japońskiej dokonano ponownej zmiany siedziby z dala od linii frontu, do Chongqing w centralnych Chinach. W okresie powojennym i przejęciu władzy przez komunistów, przedsiębiorstwo zachowało charakter zakładu wytwarzającego sprzęt wojskowy pod nową nazwą - 456. Zakład Centralnej Administracji Uzbrojenia Ogólnego. W latach 50. XX wieku, dzięki częściom pozyskanym z przechwyconego sprzętu wojskowego, fabryka w Chongqing rozpoczęła małoseryjną produkcję kopii amerykańskiego Willysa. W 1957 roku z kolei zastąpiła go zmodyfikowana, autorska iteracja pod nazwą Changjiang 46, do 1963 roku budując ok. 1,4 tysiąca sztuk pojazdu, by następnie powrócić do wytwarzania sprzętu wojskowego.
Po społecznych i politycznych niepokojach będących skutkiem rewolucji kulturalnej, na początku lat 80. XX wieku przedsiębiorstwo po raz pierwszy w historii rozpoczęło działania w celu produkcji cywilnych samochodów. W tym celu porozumiano się z japońskim Suzuki, by na licencji rozpocząć w 1984 roku produkcję mikrovana Carry jako Changan Minivan. W latach 90. XX wieku rozpoczęła się budowa korporacyjnej struktury Changana, która skutkowała zawarciem pierwszej spółki joint-venture Changan Suzuki w czerwcu 1993 roku. W 1999 roku Changan uruchomił produkcję swojego pierwszego współczesnego modelu, ponownie będącego bliźniaczą licencyjną wariacją na temat kolejnej genreacji Suzuki Carry - mikrovana Star. 

### Rozwój
Pierwsza dekada XXI wieku upłynęła pod rozwojem działalności Changana zarówno w sektorze własnej produkcji samochodów, jak i współpracy z zagranicznymi partnerami. W 2001 roku zawarto kolejne joint-venture Changan Ford Mazda, a w 2006 roku zadebiutował pierwszy samochód osobowy opracowany od podstaw przez Changana - miejski hatchback Changan BenBen. W drugiej dekadzie XXI wieku przystąpiono do intensywnej rozbudowy portfolio, prezentując kolejne modele osobowe, a także minivany i samochody dostawcze wydzielone do odrębnej marki Chana. Poczynając od modelu CS35 przedstawionego w 2012 roku, firma przyszła do budowy szerokiej gamy SUV-ów i crossoverów, które stopniowo dominowały portfolio Changana. W 2017 roku po pierwszych eksperymentach przy okazji przerobionego spalinowego modelu E30, firma zwiększyła także nakłady na elektryfikację swojej oferty modelowej. W 2018 roku roczna sprzedaż Changana przekroczyła 1 milion sztuk, a w 2023 roku dzięki dalszym nakładom na modele hybrydowe i elektryczne także powstałych w międzyczasie marek Avatr i Deepal - roczna sprzedaż pojazdów z takim napędem przekroczyła próg 470 tysięcy.
W międzyczasie, w 2020 roku po raz pierwszy przystąpił do produkcji samochodu dla dużego, zagranicznego koncernu samochodowego na potrzeby rynków zewnętrznych. W rezultacie partnerstwa z Peugeotem powstał pickup Landtrek będący pochodną chińskiego modelu Kaicene F70 konstrukcji Changana. W 2024 roku kolejny zagraniczny duży producent skorzystał z technologii Changana, budując model Mazda EZ-6 będący pochodną chińskiego sedana Deepal SL03.

### Zasięg rynkowy
Już w połowie pierwszej dekady XXI wieku Changan rozpoczął ekspansję na pierwsze rynki zagraniczne, w 2006 roku pod siostrzaną marką Chana rozpoczynając eksport mikrovana Star do Brazylii oraz RPA. W 2009 roku pod macierzystą nazwą Changan firma poszerzyła swój zasięg o inny kraj Ameryki Południowej, Chile oraz region Azji Wschodniej poczynając od Malezji. Rok później koncern ujednolicił nazewnictwo na rynkach zagranicznych, wycofując się poza Chinami z marki Chana. W drugiej dekadzie XXI wieku Changan kontynuował rozwój swoich globalnych operacji, rozpoczynając dystrybucję na kluczowych w kolejnych latach zagranicznych rynkach: w 2013 roku w Rosji, a w 2016 roku na Bliskim Wschodzie. Po nieudanym debiucie w 2007 roku, w 2020 roku Changan ponownie uruchomił sprzedaż na Filipinach, z kolei rok później zasięg poszerzono o kolejny duży rynek Ameryki Łacińskiej - Meksyk.

## Modele samochodów

### Obecnie produkowane

#### Samochody osobowe
- Alsvin
- Eado Plus
- Eado
- UNI-V
- Raeton Plus

#### Samochody elektryczne
- Lumin
- Eado EV

#### SUV-y i crossovery
- CS35 Plus
- X5 Plus
- UNI-T
- CS55 Plus
- UNI-Z
- CS75
- CS75 Plus
- X7 Plus
- UNI-K
- CS85
- CS95

#### Pickupy
- F70
- Explorer
- Hunter

### Historyczne
- Minivan (1984–1999)
- Star (1999–2007)
- Joice (2007–2009)
- CM7 (2003–2010)
- CM8 (2004–2010)
- Zhixiang (2008–2010)
- CX30 (2010–2012)
- BenBen Mini (2010–2013)
- E30 EV (2012–2013)
- Alsvin V5 (2012–2017)
- CX20 (2010–2016)
- Alsvin V3 (2013–2017)
- Alsvin V7 (2014–2018)
- BenBen EV (2014–2018)
- Raeton (2002–2019)
- Eado XT (2013–2020)
- BenBen EV (2015–2020)
- Linmax (2017–2020)
- CS35 (2012–2022)
- BenBen (2006–2023)
- CS15 (2015–2023)
- Eado DT (2018–2023)
- BenBen E-Star (2020–2023)
- Yida (2023–2024)

### Studyjne
- Changan Dragon (2004)
- Changan Changjiang Xun (2004)
- Changan XingQing (2006)
- Changan E301 (2009)
- Changan C201 (2010)
- Changan Clover (2011)
- Changan Sense (2011)
- Changan SUV (2011)
- Changan CS95 Concept (2013)
- Changan Raeton CC Concept (2015)
- Changan Jiliu (2017)
- Changan Yuyue (2017)
- Changan Vision-V (2020)
- Changan VIIA (2023)